# I Know What You Did Last Summer (1997)
I Know What You Did Last Summer (1997) is een Amerikaanse horrorfilm die werd geproduceerd door de scenarist van de tevens populaire Scream-trilogie. In de film spelen onder meer Jennifer Love Hewitt, Sarah Michelle Gellar, Ryan Phillippe en Freddie Prinze jr..
Het scenario was van Kevin Williamson. Williamson had ook al het scenario geschreven voor de film Scream, maar hij had daarvoor al het scenario van I Know What You Did Last Summer geschreven. Toen Scream een groot succes bleek werd ook aan deze film begonnen.
De film is grotendeels gebaseerd op het gelijknamige boek (1973) van Lois Duncan. Duncan zei later dat zij een hekel had aan de film.

## Verhaal
De film begint op 4 juli 1996, als een viertal tieners, genaamd Julie, Ray, Helen en Barry, op hun eindexamenavond dronken naar huis rijdt. Hierbij veroorzaken ze een ongeluk waarbij ze een voetganger aanrijden. Ze weten niet wat ze met de situatie aan moeten en besluiten het levenloze lichaam bij een dok in zee te dumpen. Net als ze op het punt staan dit te doen komt de man bij en probeert hen aan te vallen, waarna hij zelf in het water valt. Later wordt in de media gemeld dat er een lichaam uit het water is gehaald. Het gebeuren lijkt voor de buitenwereld geheel onopgemerkt gebleven.
Een jaar later worden de vier echter gestalkt door een onbekende, die in de woning van Julie een geheimzinnig briefje achterlaat met daarop de tekst I Know What You Did Last Summer ("Ik weet wat je gedaan hebt afgelopen zomer"). Ze verdenken Max hierachter te zitten, een jongen die ze op de bewuste avond waren tegengekomen en die bij de dok werkt. Max wordt echter vermoord door een onbekende man in een oliejas bewapend met een vishaak. Barry krijgt eenzelfde soort briefje, en even later wordt hij bijna omvergereden door dezelfde man in een oliejas.
De stalker gaat steeds verder. De vier denken in eerste instantie dat David Egan, degene wiens lichaam uit het water is gehaald en die volgens de officiële berichten zelfmoord heeft gepleegd, dezelfde is die ze hebben aangereden en die bij de dok in het water viel. Dit blijkt echter de visser Ben Willis te zijn, die waarschijnlijk ook hun stalker en de man in de oliejas is. Willis is de vader van Susie, een meisje dat verloofd was met David Egan. Een jaar eerder was Susie omgekomen bij een auto-ongeluk dat Egan overleefde. De bewuste avond van 4 juli is Egan door Willis die wraak wilde nemen vermoord.
Ben Willis vermoordt twee van de vier, Helen en Barry, en vermoordt ook Helens zus Elsa. Julie en Ray belanden later per toeval op de boot van Willis. Ze slagen erin om de hand van de man tussen een katrol af te hakken, waarna de visser in het water valt. Het lijkt erop dat hij is verdronken.
Een jaar later vindt Julie, als ze weer in haar zomerhuisje is, een nieuw briefje op de vloer met daarop de tekst I still know. Het volgende moment springt een onduidelijke figuur – vermoedelijk Willis – dwars door de deur haar kamer in. Hier stopt de film.

## Rolverdeling
| Acteur                | Personage                  |
| --------------------- | -------------------------- |
| Jennifer Love Hewitt  | Julie James                |
| Sarah Michelle Gellar | Helen Shivers              |
| Ryan Phillippe        | Barry William Cox          |
| Freddie Prinze jr.    | Ray Bronson                |
| Bridgette Wilson      | Elsa Shivers               |
| Anne Heche            | Melissa 'Missy' Egan       |
| Johnny Galecki        | Max Neurick                |
| Muse Watson           | Benjamin Willis            |
| Deborah Hobart        | Mrs. James, Julie's moeder |
| Rasool J'Han          | Deb, Julie's kamergenote   |
| Jonathan Quint        | David Egan                 |

## Trivia
- Gellar en Hewitt hebben de film ooit ook wel "I Know What Your Breasts Did Last Summer" genoemd (vrij vertaald, "Ik weet wat je borsten vorige zomer deden"). Dit refereert aan de push-up-bh's die ze gedurende de film moesten dragen om zo groter lijkende borsten te hebben. Slechts enige tijd geleden hebben ze dat bekend.
- Het romantische muzieknummer voor deze film (de strandscène met Jennifer Love Hewitt en Freddie Prinze jr. aan het begin van de film) werd verzorgd door de Amerikaanse rockgroep Ugly Beauty. Het nummer heette Forgotten Too en werd in Amerika een bescheiden hit. De groep werd opgericht in mei 1997 en de bandleden gingen in 1998 alweer uit elkaar.
- Aanvankelijk zou de film eindigen met een scène waarin de moordenaar de woorden "I still know." typt naar Julie terwijl ze chat met Ray. Vervolgens zou de moordenaar boven op Julie springen. Deze scène werd uiteindelijk alsnog gebruikt in de teasertrailer van het vervolg I Still Know What You Did Last Summer.